# Šneberger
Šneberger je hrvatsko prezime vjerojatno iz Gorskog kotara,a Šnebergeri su zvani Gorani koje je knez Jerko Rukavina krajem 1685. godine doveo u selo Brušane s brojnim drugim obteljima nakon otjeranja Turaka s tog područja.Šnebergeri su prije kneza Jerka Rukavine naselili područje oko današnjeg Zagreba.[nedostaje izvor]